# Markus Matthießen
Markus Matthießen (* 1. Januar 1973 in Hannover) ist ein schleswig-holsteinischer Politiker (CDU). Er ist verheiratet und hat 2 Kinder.

## Leben
Markus Matthießen leistete nach dem Realschulabschluss seinen Wehrdienst bei den Heeresfliegern und machte eine Ausbildung als Bankkaufmann. Bis zu seinem Eintritt in den Landtag war er selbständiger Finanzierungsberater für die Bausparkasse Schwäbisch Hall in der Raiffeisenbank Lauenburg.
Markus Matthießen ist verheiratet und hat 2 Kinder.
Markus Matthießen ist Mitglied der CDU und dort Vorsitzender des Ortsverbandes Lauenburg/Elbe und stellvertretender Vorsitzender Kreisverband Herzogtum Lauenburg. Er engagiert sich in der Kommunalpolitik als Stadtvertreter in der Stadtvertretung Lauenburg/Elbe, Kreistagsabgeordneter im Lauenburgischen Kreistag und Mitglied des Regionalentwicklungsausschusses. Bei der vorgezogenen Landtagswahl in Schleswig-Holstein 2009 wurde er im Landtagswahlkreis Lauenburg-Süd direkt in den Schleswig-Holsteinischen Landtags gewählt, dem er für die 17. Wahlperiode angehörte. Im Landtag war er Mitglied im Europaausschuss und im Petitionsausschuss. Bei der Landtagswahl 2012 unterlag er in seinem Wahlkreis Olaf Schulze (SPD).
Daneben ist er langjähriges Mitglied in vielen Verbänden und Vereinen.
Nach der Eröffnung der Insolvenz des Flughafens Lübeck-Blankensee wurde im Juli 2014 bekanntgegeben, dass die in Hongkong registrierte und in Peking ansässige PuRen Gruppe des chinesischen Geschäftsmannes Yongqiang Chen den Flughafen übernehmen wird. Zum Geschäftsführer der Objektgesellschaft, die den Flughafen erwirbt, wurde Markus Matthießen bestellt. Im April 2015 gab der Flughafenbetreiber bekannt, dass Matthießen die Geschäftsführung überraschend nach nicht einmal einem Jahr am 1. Mai 2015 wieder abgeben würde.